# Sichuan-Weißbauchratte
Die Sichuan-Weißbauchratte (Niviventer excelsior) ist eine Nagetierart aus der Gattung der Weißbauchratten (Niviventer) innerhalb der Altweltmäuse (Murinae). Sie kommt in der südwestlichen Volksrepublik China vor.

## Merkmale
Die Sichuan-Weißbauchratte erreicht eine Kopf-Rumpf-Länge von 12,7 bis 17,5 Zentimetern mit einem Schwanz von 19,0 bis 21,3 Zentimetern Länge. Die Hinterfußlänge beträgt etwa 31 bis 33 Millimeter, die Ohrlänge 22 bis 27 Millimeter. Der Schädel hat eine Gesamtlänge von 38,1 bis 41,3 Millimeter. Es handelt sich entsprechend um eine große Art der Gattung, ist jedoch etwas kleiner als die Anderson-Weißbauchratte (Niviventer andersoni).
Das Rückenfell ist stumpf gräulich braun gefärbt. Die Körperseiten sind etwas heller orange, die Bauchseite ist gegenüber den Körperseiten scharf abgegrenzt und reinweiß. Im Gesicht befindet sich eine leichte dunkelbraune Gesichtszeichnung von den Vibrissen bis zum Augenring. Der Schwanz ist etwas länger als die Kopf-Rumpf-Länge, er ist deutlich zweifarbig mit einer dunkelbrauner Oberseite und blass braun-weißer Unterseite. Die hintere Hälfte bzw. das letzte Viertel des Schwanzes ist weiß besitzt eine deutliche kleine Quaste. Die Oberseite der Hände und Füße ist braun, die Zehen und Finger sind bräunlich-weiß. Die Weibchen besitzen drei Paar Zitzen, jeweils eines im Bereich der Achsel, eines im Brust- und eines im Lendenbereich.

## Verbreitung
Die Sichuan-Weißbauchratte kommt in der südwestlichen Volksrepublik China im südwestlichen Sichuan und dem nordwestlichen Yunnan vor. Aus dem zentralen Yunnan gibt es einen einzelnen Nachweis aus dem Ailao Shan.

## Lebensweise
Über die Lebensweise der Sichuan-Weißbauchratte liegen nur sehr wenige Angaben vor. Sie lebt vor allem in Waldgebieten in höheren Gebirgslagen im Bereich von 2300 bis 3000 Metern. In ihrem Verbreitungsgebiet kommt sie sympatrisch mit der Anderson-Weißbauchratte (Niviventer andersoni) und der Chinesischen Weißbauchratte (Niviventer confucianus) vor.

## Systematik
Die Sichuan-Weißbauchratte wird als eigenständige Art innerhalb der Weißbauchratten (Niviventer) eingeordnet, die aus 17 Arten besteht. Die wissenschaftliche Erstbeschreibung stammt von dem britischen Zoologen Oldfield Thomas, der die Art 1911 anhand von Individuen aus Garzê (früher Tatsienlu) in Sichuan aus einer Höhe von 2744 Metern beschrieb. Morphologisch ist sie vor allem mit der Anderson-Weißbauchratte (Niviventer andersoni) verwandt.

## Status, Bedrohung und Schutz
Die Sichuan-Weißbauchratte wird von der International Union for Conservation of Nature and Natural Resources (IUCN) als nicht gefährdet (least concern) eingeordnet. Begründet wird dies mit dem großen Verbreitungsgebiet und dem angenommen häufigen Vorkommen der Art. Potenzielle Gefährdungen sind für die Art nicht bekannt, Angaben zu den Beständen liegen nicht vor.

## Belege
1. 1 2 3 4 5  Darrin Lunde, Andrew T. Smith: Sichuan Niviventer. In: Andrew T. Smith, Yan Xie: A Guide to the Mammals of China. Princeton University Press, Princeton NJ 2008, ISBN 978-0-691-09984-2, S. 268.
2. 1 2 3  Niviventer excelsior. In: Don E. Wilson, DeeAnn M. Reeder (Hrsg.): Mammal Species of the World. A taxonomic and geographic Reference. 2 Bände. 3. Auflage. Johns Hopkins University Press, Baltimore MD 2005, ISBN 0-8018-8221-4.
3. 1 2  Niviventer excelsior in der Roten Liste gefährdeter Arten der IUCN 2016.2. Eingestellt von: A.T. Smith, 2008. Abgerufen am 14. November 2016.